# 王励前
王励前（1933年—），男，河南新安人，中国电除尘专家，教授级高级工程师，曾任南京市政协副主席，第八届全国人大代表。

## 家庭
父亲王广庆。